# Frauenluder
Frauenluder ist das 12. Studioalbum der österreichischen Pop-Rock-Band Erste Allgemeine Verunsicherung. Es wurde am 28. April 2003 veröffentlicht und somit fünf Jahre nach dem vorigen Studioalbum Himbeerland. Das Album erreichte Platz eins der österreichischen Albumcharts.

## Veröffentlichung und Charterfolge
Das Album wurde am 28. April 2003 unter dem Label EMI Austria veröffentlicht. Mit diesem Album lief der Vertrag mit der EMI aus. In Österreich stieg das Album auf Platz 1 in die Charts ein, hielt sich in den Charts 18 Wochen und erreichte Gold-Status. In Deutschland war es eine Woche lang in den Albumcharts, wobei es Rang 90 erreichte.

## Besonderheiten
Musik und Texte stammen von Thomas Spitzer, außer beim Song Unter Den Bäumen (nach dem Lied Über den Wolken von Reinhard Mey) sowie bei Jugendschutz, wo der Text in Zusammenarbeit mit Klaus Eberhartinger entstanden ist. Im Rahmen von circa 20 Sommerkonzerten wurden einige Songs des Albums – wie etwa Frauenluder, Mein Gott, Ein Herz für Tiere und Eierfranz – präsentiert. Das Inlay zur CD wurde von Anna Neumeister-Spitzer, der Tochter von Thomas Spitzer, gestaltet, welche auch im Chor mitwirkte. Die Bilder zum Inlay stammen von Thomas Spitzer.

## Rezeption
Das Album wurde für den 5. Amadeus Austrian Music Award 2004 in der Kategorie Gruppe Pop/Rock national nominiert.

## Titel
1. Frauenluder
2. Es tut weh und es tut gut (Bäng, Bäng)
3. Element 1
4. Unter den Bäumen
5. Jugendschutz
6. Mein Gott Intro (Taliban)
7. Mein Gott
8. Element 2
9. Swingerclub
10. Feiste Weiber
11. Bimsemann und Roggenkeil (Sprecher: Paul Kindler)
12. Schnelles Geld
13. Eierfranz
14. Rumsti Bumsti
15. Satanella
16. Erlkönig
17. Ein Herz für Tiere (Violine: Wolfgang Schanik)
18. Esoterror